# ميغان لاي
ميغان لاي (بالصينية: 賴雅妍) هي عارضة ومغنية وممثلة تايوانية، ولدت في 5 ديسمبر 1979 في تايوان.

## وصلات خارجية
- ميغان لاي على موقع IMDb (الإنجليزية)
- ميغان لاي على موقع ميوزك برينز (الإنجليزية)
- ميغان لاي على موقع قاعدة بيانات الفيلم (الإنجليزية)